# 귀금속 합성
귀금속 합성은 핵변환(Nuclear transmutation) 기술을 활용해서 귀금속을 합성하는 것이다. 현대판 연금술이라고 할 수 있다. 사용후핵연료의 처리나 중성자를 쬐이는 것을 통해 이론적으로는 값비싼 금속의 경제적인 합성이 가능한 경우가 있다.

## 같이 보기
- 핵변환